# Vicia sepium
Vicia sepium é uma espécie de planta com flor pertencente à família Fabaceae. 
A autoridade científica da espécie é L., tendo sido publicada em Species Plantarum 2: 737. 1753.
O seu nome comum é ervilhaca-dos-lameiros.

## Portugal
Trata-se de uma espécie presente no território português, nomeadamente em Portugal Continental.
Em termos de naturalidade é nativa da região atrás indicada.

## Protecção
Encontra-se/Não se encontra protegida por legislação portuguesa ou da Comunidade Europeia, nomeadadamente pelo Anexo  da Directiva Habitats e pelo Anexo  da Convenção sobre a Vida Selvagem e os Habitats Naturais na Europa e pelo .